# Hakathoor, Madikeri
Hakathoor là một làng thuộc tehsil Madikeri, huyện Kodagu, bang Karnataka, Ấn Độ.